# USS Ulua (SS-428)
USS Ulua (SS-428) miał być okrętem podwodnym typu Balao, jedynym okrętem United States Navy, którego nazwa pochodzi od ryby żyjącej na tropikalnej części Pacyfiku. Jego budowa nigdy nie została ukończona.
Stępkę jednostki położono 13 listopada 1943 w filadelfijskiej stoczni Cramp Shipbuilding Company. Jednak wraz z coraz bliższym końcem wojny amerykańska marynarka anulowała kontrakty na budowę nowych jednostek. W rezultacie tych działań budowę przerwano 12 sierpnia 1945.
Częściowo ukończony okręt został zwodowany 23 kwietnia 1946 i odholowany do Portsmouth Naval Shipyard w Kittery w stanie Maine, bu tam przeprowadzono prace przygotowujące jednostkę do pełnienia roli obiektu badawczego. Przeholowany do Norfolk w 1951 uczestniczył w serii testów mających na celu zebranie informacji o nowych broniach i projektowaniu jednostek podwodnych.
"Ulua" został skreślony z listy jednostek floty 12 czerwca 1958. Jego kadłub został sprzedany na złom 30 września 1958 firmie Portsmouth Salvage Company, Inc.